# Rag Doll
«Rag Doll» (с англ. — «Тряпичная кукла») — песня американской рок-группы Aerosmith с их альбома Permanent Vacation (1987). Кроме того, в 1988 году вышла отдельным синглом. (Это был четвёртый и последний сингл с этого альбома.)
В США песня достигла 17 места в «Горячей сотне» журнала «Билборд» (Billboard Hot 100). В чарте Hot Mainstream Rock Tracks того же «Билборда» песня добралась до 12 места. На другой стороне океана в Великобритании сингл с песней «Rag Doll» достиг 42 позиции (в чарте UK Singles Chart).